# Colour the Small One
Color the Small One ― третий альбом австралийской певицы и автора песен Сии, который был выпущен в Австралии и Великобритании 19 января 2004 года. Он был выпущен в США 3 февраля 2004 года. Продюсером выступил Джимми Хогарт, который также был соавтором трех треков и предоставил различные инструменты. Альбом был переиздан 10 января 2006 года в США, после того, как трек «Breathe Me» стал популярным на альтернативном радио. Всплеск популярности произошёл после того, как песня прозвучала в финале сериала «Клиент всегда мёртв». Альбом достиг 14-го места в чарте альбомов Billboard Top Heatseekers.

## История
В 2000 году Сиа находилась в Великобритании со своим предыдущим сольным альбомом Healing Is Difficult. Она была недовольна продвижением альбома. Сиа уволила своего менеджера, ушла из Sony Music и подписала контракт с Go! Beat Records, дочерней компанией Universal Music Group. Альбом был записан в 2003 году в студии Heliocentric с продюсером Джимми Хогартом. Сиа считает, что наибольшее влияние на её новый альбом оказали гастроли с Zero 7.
Все треки написаны в соавторстве с Сией, пять из оригинальных одиннадцати треков написаны в соавторстве с бас-гитаристом Сэмюэлем Диксоном. Хогарт также написал три трека в соавторстве с Ферлер и предоставил различные инструменты. Трек «The Bully» написан Ферлер в соавторстве с американским музыкантом Беком. В «Natale's Song» бэк-вокал исполняет британская певица Софи Баркер, которая ранее работала с Сией над синглом Zero 7 «Destiny» (август 2001). Другая британская певица, Ивонн Джон Льюис, участвует в «The Church of What's Happening Now» в качестве бэк-вокалиста.

## Критика
| Совокупная оценка | Совокупная оценка |
| Источник          | Оценка            |
| ----------------- | ----------------- |
| Metacritic        | 77/100            |
| Оценки критиков   |                   |
| Источник          | Оценка            |
| The Guardian      | [ 10 ]            |
| The Observer      | [ 11 ]            |
| Pitchfork         | 7.3/10            |
| PopMatters        | 9/10              |
| Rolling Stone     | [ 13 ]            |
| Slant Magazine    | [ 14 ]            |

Альбом получил в целом положительные отзывы в соответствии с рейтингом сайта Metacritic 77 из 100. Джон О'Брайен из Allmusic отметил, что приглушенный, интимный вокал Ферлер окружен акустической электроникой с народным оттенком. Крис Отт из Pitchfork нашёл, что калейдоскоп боли и прогресса в нисходящем темпе альбома неспособен удержать все, к чему он стремится, но доставляет моменты смелости.

## Трек-лист
Все тексты написаны Sia Furler.
| №                   | Название                                   | Музыка                                     | Длительность |
| ------------------- | ------------------------------------------ | ------------------------------------------ | ------------ |
| 1.                  | «Rewrite»                                  | Samuel Dixon, Furler                       | 4:45         |
| 2.                  | «Sunday»                                   | Dixon, Furler                              | 4:17         |
| 3.                  | «Breathe Me»                               | Dan Carey, Furler                          | 4:34         |
| 4.                  | «The Bully»                                | Beck (aka B Hansen), Furler, Jimmy Hogarth | 3:51         |
| 5.                  | «Sweet Potato»                             | Kevin Cormack, Furler, Hogarth             | 4:00         |
| 6.                  | «Don't Bring Me Down»                      | Furler, Blair MacKichan                    | 4:25         |
| 7.                  | «Natale's Song»                            | Dixon, Furler                              | 2:32         |
| 8.                  | «Butterflies» (International version only) | Cormack, Furler, Hogarth                   | 3:26         |
| 9.                  | «Moon»                                     | Dixon, Furler, Hogarth                     | 5:02         |
| 10.                 | «The Church of What's Happening Now»       | Dixon, Furler                              | 4:27         |
| 11.                 | «Numb»                                     | Furler, Felix Howard, James McMillan       | 4:40         |
| 12.                 | «Where I Belong»                           | Dixon, Furler                              | 4:45         |
| Общая длительность: | Общая длительность:                        | Общая длительность:                        | 48:18        |

| №                   | Название                             | Автор(ы)               | Длительность |
| ------------------- | ------------------------------------ | ---------------------- | ------------ |
| 13.                 | «Broken Biscuit»                     | Chad Fischer, Furler   | 4:55         |
| 14.                 | «Sea Shells»                         | Furler, Larry Goldings | 4:51         |
| 15.                 | «Breathe Me» (Four Tet Remix)        | Carey, Furler          | 5:03         |
| 16.                 | «Breathe Me» (Ulrich Schnauss Remix) | Carey, Furler          | 4:53         |
| Общая длительность: | Общая длительность:                  | Общая длительность:    | 1:08:00      |

| №                   | Название                          | Автор(ы)                 | Длительность |
| ------------------- | --------------------------------- | ------------------------ | ------------ |
| 13.                 | «Broken Biscuit»                  | Chad Fischer, Furler     | 4:55         |
| 14.                 | «Lucky»                           |                          | 3:13         |
| 15.                 | «So Bored»                        |                          | 3:09         |
| 16.                 | «Breathe Me» (Four Tet Remix)     | Carey, Furler            | 5:01         |
| 17.                 | «Where I Belong» (Hot Chip Remix) | Dixon, Furler            | 5:03         |
| 18.                 | «Numb» (Tom Middleton Cosmos Mix) | Furler, Howard, McMillan | 8:16         |
| 19.                 | «Breathe Me» (Mr Dan Remix)       | Carey, Furler            | 4:38         |
| Общая длительность: | Общая длительность:               | Общая длительность:      | 1:25:00      |

## Чарты
| Чарт(2006)                     | Высшая позиция |
| ------------------------------ | -------------- |
| UK Albums (OCC)                | 180            |
| US Top Heatseekers (Billboard) | 14             |